# Ritter-Rédey család
A Ritterek német származásúak és evangélikus vallásúak voltak, az anyakönyvek alapján az 1700-as évek elejétől Kőszegen éltek. Az evangélikus gyülekezet megalapítását II. József türelmi rendelete (1781. október 25.) tette lehetővé Kőszegen is. A templom 1783-ban készült el. A kőszegi evangélikus anyakönyvek 1725-1895 közötti időszakra állnak rendelkezésre. Az evangélikus születési, a házassági és a halotti anyakönyveket 1725 és 1841 között németül, 1842-től magyarul írták. A kőszegi katolikus anyakönyvek az 1633-1895 közötti időszakra állnak rendelkezésre. A katolikus anyakönyveket 1841-ig latin nyelven vezették, utána tértek át a magyar nyelvre. Az anyakönyvekből kiderült, hogy éltek katolikus Ritterek is 1725 előtt. 1841-ben névregisztert csinált Frigyes Mihály pozsonyi származású evangélikus lelkész és ennek köszönhető, hogy az anyakönyvi adatok beazonosíthatóak, mert a lelkészek gót betűkkel, régi német nyelven és legtöbbször nehezen olvashatóan írták az adatokat. 

## A Ritter-Rédey családfa
- A1. Ritter Frigyes. (1722.-Kőszeg, 1811. december 9.) Neje Floris Erzsébet. 
  - B1. Ritter Mihály I. (1786.-Kőszeg, 1832. szeptember 6.) Neje Brunner Mária. (-1823.)  Kőszeg, 1814. február 20. Kőszegen éltek. (Brunner Mária nem Kőszegen született, apja Brunner István.)
    - C1. Ritter Sámuel I. (Kőszeg, 1814. szeptember 18. –Kőszeg, 1863. február 18.) Neje Zwaller Mária. (Kőszeg, 1814. július 5.-Kőszeg, 1875. december 10.) Kőszeg, 1839. július 2. (Zwaller Mária szülei Zwaller Sámuel (1780. május 22.-) és Heinnich Zsuzsanna. Zwaller Sámuel szülei Zwaller Pál és Szefor Mária.) 
      - D1. Ritter Mihály I. (Kőszeg, 1840. augusztus 22. - ) Szőlőműves. Neje Weber Katalin. (Kőszeg, 1842.-Kőszeg, 1880. március 24.) Kőszeg, 1862. május 14. (Weber Katalin szülei Weber Mihály, kőműves és Huber Terézia)
      - D2. Ritter Sámuel II. Szőlőműves. (Kőszeg, 1842. augusztus 22. - ). Neje Papot Katalin (1845.-) Kőszeg, 1865. október 19.
      - D3. Ritter-Rédei János, (Kőszeg, 1846. május 16.-Orosháza, 1911. január 23.) 1896-tól Rédei tanító. Orosházán élt, evangélikus néptanító 1865-1900. Neje Tomcsányi Ida. (1851. március 8. – Orosháza, 1923. január 1.) Orosháza, 1870. szeptember 27. (Tomcsányi Ida szülei Tomcsányi (tomtsinfalvi) József, evangélikus, nagyszénási tanító és Folkusházy Erzsébet. Lakhely Orosháza.) 
        - E1. Rédei Károly I. (Orosháza, 1872. november 1. –Nagykároly, 1952. november 3.) Neje Schuster Katalin, Hermin. (Pozsony, 1879.-Nagykároly, 1948. június 15.) 1896. Lutheránus egyházi író, lapszerkesztő. 
          - F1. Rédei Pál Béla. (1903. k.) Orosháza Neje Mogyorós Julianna.
          - F2. Rédei Károly II. (Pusztaföldvár, 1905. december 2.-Ócsa, 1988. március 12.) Neje Martini-Varga Berta. (Szatmárnémeti, 1908. február 23.-Kistarcsai Evangélikus Otthon, 1997. július 12.) Nagykároly, 1931. április 7.  (Varga Berta szülei Varga János és Fodor Julianna) 1947-1971 Ócsán volt evangélikus lelkész.
            - G1. Rédei Géza I. (Nagybánya, 1935. február 3.-) Neje Opóczki Iona. (Dabas, 1939. február 19.-) Dabas, 1962. április 28.
            - G2. Rédei András. (Nagybánya, 1937. február 7.-) 1. neje Éva Olga. (1942.-) 2. neje Meszlényi Rózsa . (Bősárkány, 1946. december 21.-) Dunaújváros, 1973. Rédei András Főiskolai tanár volt Dunaújvárosban 1970-1997 között.

        - E2. Rédey Sándor I. (Orosháza, 1878. november 4. –Szécsény, 1915. július 19.) Neje Szemerády Vilma, (Kőtelek, 1887. január 18. –Jászberény, 1976. április 6.) Ipolyvarbó, 1908. augusztus 8.  Rédey Sándor I. Szécsény városában adóügyi jegyző volt 1904-től haláláig.
          - F1. Rédey Sándor II. (Szécsény, 1909. október 18. –Budapest, 1975. május 27.) Neje Murár Valéria (Balassagyarmat, 1922. december 17.-Budapest, 1998. október 28.) Ügyvéd volt 1945-1967 között Balassagyarmaton.
            - G1. Rédey Zsuzsa (1945-)
            - G2. Rédey Katalin (1947-2025)
            - G3. Rédey Mariann (1945)

          - F2. Rédey Vilma. (Szécsény, 1911. december 12.-Jászberény, 1985. január 7.) Férje Fazekas Ágoston III. Dr. (Jászberény, 1913. március 28.-Jászberény, 1985. április 5.)

## Jelentősebb Ritter-Rédeiek
- Ritter-Rédei János (1846-1911) evangélikus néptanító, karnagy Orosházán

## Album

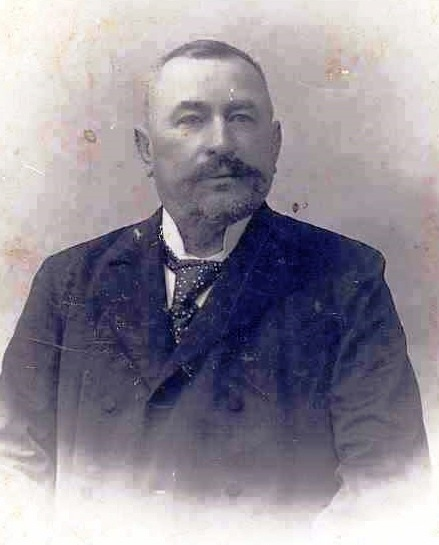
Ritter-Rédei János, 1890 (evangélikus néptanító, karnagy.)
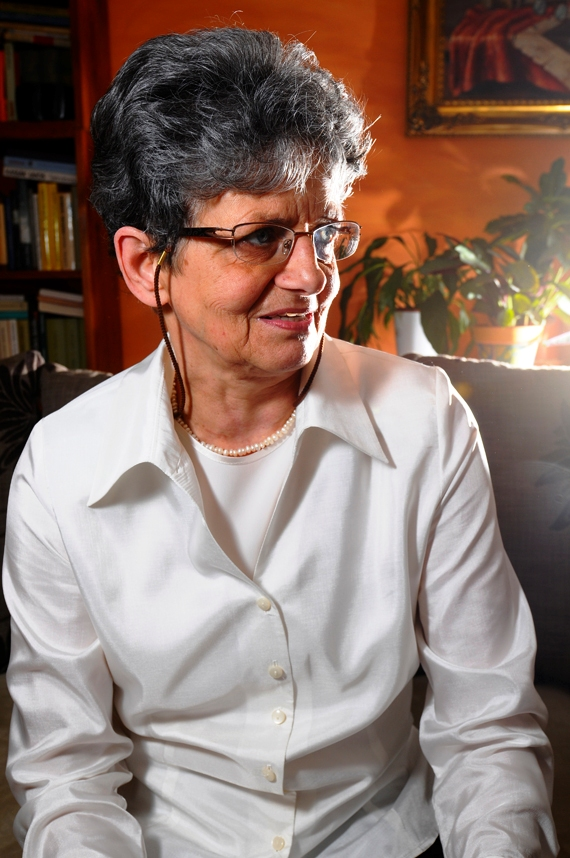
Rédey Katalin, 2011 (közgazdász, statisztikus)